# En Caragoler Petit
L'illot en Caragoler Petit és un illot de fins a 40 metres de llarg situat a escassos metres al sud de l'illa d'en Caragoler. Tant un illot com l'altre pertanyen al terme municipal de sant Josep de sa Talaia